# Villa Hermann Thessius
Die Villa von Hermann Thessius steht in der Moritzburger Straße 41 im Stadtteil Niederlößnitz der sächsischen Stadt Radebeul.

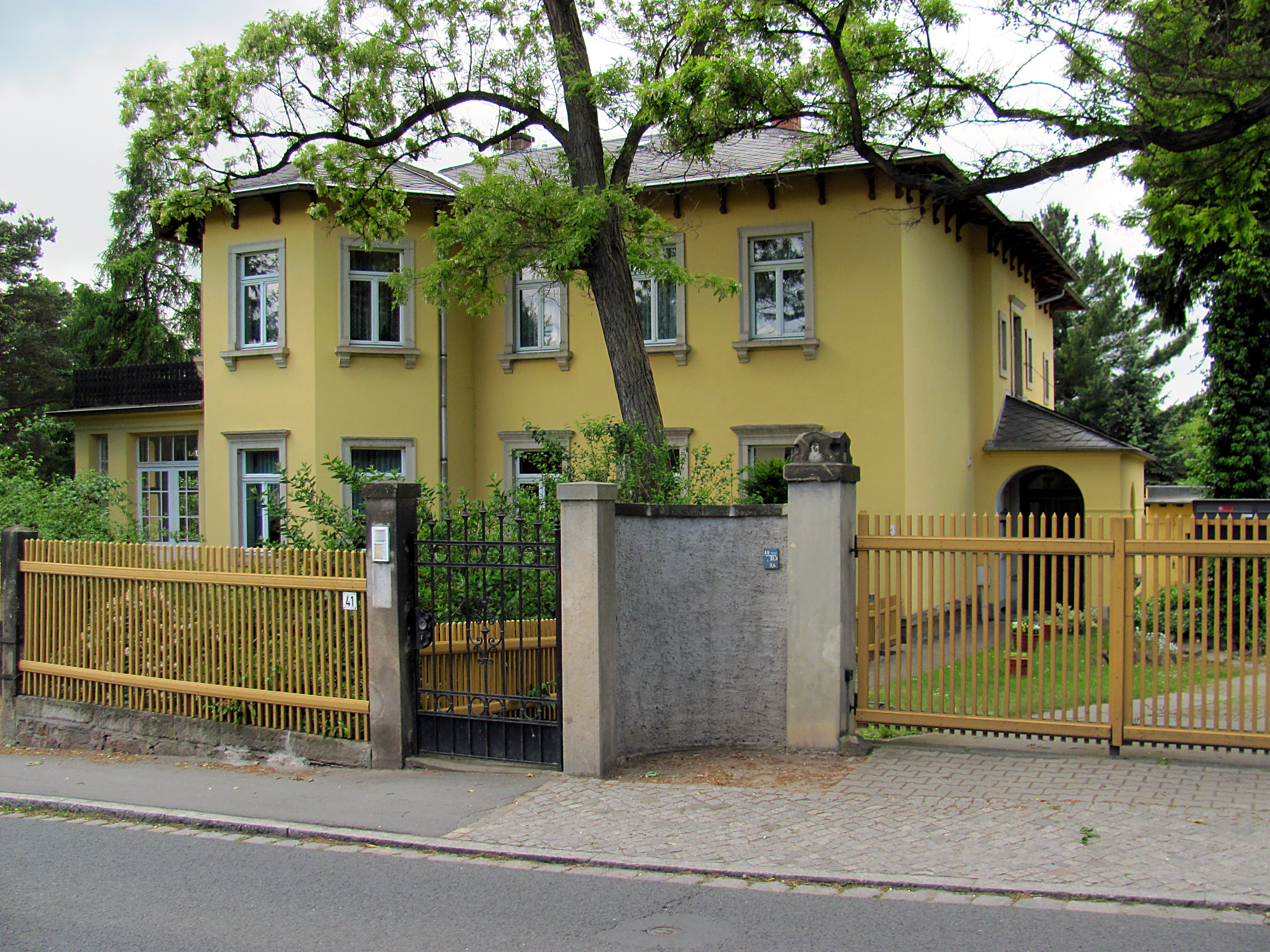
Villa Hermann Thessius

Moritzburger Straße Richtung Norden, auf Höhe der Sektkellerei Bussard (rechts, Foto von 1889). Rechts Haus Arendts; links Nr. 41, ganz links dahinter das Herrenhaus Altfriedstein

## Beschreibung
Die mitsamt Einfriedung und Toreinfahrt unter Denkmalschutz stehende Mietvilla ist ein zweigeschossiger, nach Süden wegen der Hanglage dreigeschossiger Bau, dessen Souterraingeschoss aus Polygonal-Natursteinmauerwerk besteht. Das Dach ist ein flaches, schiefergedecktes Walmdach, dessen weit überkragende Traufe durch Holzkonsolen gestützt wird.
In der Straßenansicht steht auf der linken Seite ein polygonaler, zweigeschossiger Vorbau. In der linken Seitenansicht steht ein Mittelrisalit mit Drillingsfenstern, vor der rechten Rücklage steht eine massive Veranda mit einem Austritt obenauf.
Die Putzfassade ist kaum gegliedert, die Fenster werden durch Sandsteingewände eingefasst.
Die Einfriedung des weitläufigen Grundstücks ist ein Holzzaun zwischen Sandsteinpfeilern.

## Geschichte
Der Redakteur Hermann Thessius beantragte im November 1887 den Bau einer Villa, dessen Entwurf von dem Architekten Bruno Adam stammte. Nach der Baugenehmigung im Februar 1888 wurde der Bau durch den nahebei sitzenden Zimmermann Julius Grafe (Winzerstraße 80) realisiert. Die Rohbaufertigstellung wurde im Mai abgenommen und die Ingebrauchnahmegenehmigung erfolgte im August 1888.
Die Vergrößerung der verglasten Veranda erfolgte im Jahr 1922 durch den Architekten Oskar Menzel.
In den 1920er Jahren wohnte die jüdische Familie Freund in der Moritzburger Straße 41, die 1929 in die Moritzburger Straße 1 umzog. Dort sind ihr fünf Stolpersteine gewidmet.